# Шибко, Андрей Владимирович
Андре́й Влади́мирович Шибко́ (укр. Андрій Володимирович Шибко; род. 13 января 1988, Каменец-Подольский, Хмельницкая область) — украинский футболист, выступавший на позиции полузащитника

## Биография
Начал заниматься футболом в каменецкой ДЮСШ-2, первый тренер — Владимир Лукашевич. В возрасте 13 лет приехал на отбор в детскую группу подготовки донецкого «Шахтёра», после чего был принят в академию клуба. В турнирах ДЮФЛ Украины провёл за «горняков» 64 матча, забил 1 гол. С 2005 года — в дубле основной команды «Шахтёра». Во взрослом футболе дебютировал в том же году, в составе «Шахтёра-3» во Второй лиге чемпионата Украины. Также выступал за «Шахтёр-2» в первой лиге. За основной состав «горняков» провёл 1 матч, 17 июня 2006 года выйдя в стартовом составе в завершающей игре сезона против запорожского «Металлурга», в которой провёл на поле 68 минут, после чего был заменён Платоном Свиридовым. Больше в заявку главной команды клуба не попадал, выступая за фарм-клубы «Шахтёра» в низших лигах украинского футбола, а также за дублирующий состав «горняков» в турнире дублёров (где провёл 51 матч и забил 5 голов).
В 2008 году был приглашён Игорем Жабченко, с которым был знаком по работе в юношеской сборной Украины, в состав кировоградской «Звезды», выступавшей во Второй лиге чемпионата Украины. Играя за команду на правах аренды, со временем стал одним из ключевых игроков и капитаном клуба. В дебютном сезоне в составе «Звезды» стал победителем своей группы второй лиги. Затем провёл ещё сезон за кировоградцев в первой лиге, однако по окончании срока аренды у команды не нашлось средств на выкуп футболиста. Шибко вернулся в «Шахтёр», где сразу же был отправлен в аренду в «Феникс-Ильичёвец». В крымской команде провёл полгода, после чего клуб был расформирован. К тому времени Шибко нуждался в операции, в связи с травмой колена, поэтому «Шахтёр» на него больше рассчитывал и отпустил игрока в винницкую «Ниву». Однако, спустя полгода у команды возникли финансовые проблемы, и футболист перешёл в «Звезду», которую к тому времени снова возглавил Жабченко. В Кировограде из-за травмы не смог заиграть на прежнем уровне и спустя полтора года завершил профессиональную карьеру в возрасте 24 лет.
По окончании выступлений играл на любительском уровне, преимущественно в областных соревнованиях. Также работал детским тренером в родной ДЮСШ-2 в Каменце-Подольском

### Сборная
Выступал за юношеские сборные Украины различных возрастов

## Достижения
- Победитель второй лиги Украины: 2008/09 (группа «Б»)